# Kafr ad-Davvár
Kafr ad-Davvár, másképpen Kafr ed-Davár város Egyiptomban.

## Fekvése
Huszonöt négyzetkilométeren terül el.
Kairótól 197 kilométerre található. A H1-esen lehet eljutni a településhez. Kafr ad-Davvártól huszonhét kilométer Alexandria. A Mareotisz-tó keleti oldalán halad az út, ami Alexandriába vezet.

## Történelem
Kafr ad-Davvár történelmi csata helyszíne volt 1882-ben, az angol–egyiptomi háború során. Az Ahmed Orabi irányította egyiptomi hadsereg és az angol hadsereg itt vívott csatát egymással. Öt hétig Orabi képes volt megállítani a brit sereget, amikor az egyiptomi fővárost, Kairót védte.

## Gazdaság
A településnek jelentős a textilipara, valamint a festék-, a selyem- és a vegyipar, továbbá a mezőgazdasága.